# Cryptorama vorticale
Cryptorama vorticale är en skalbaggsart som beskrevs av Henry Clinton Fall 1905. Cryptorama vorticale ingår i släktet Cryptorama och familjen trägnagare.

## Underarter
Arten delas in i följande underarter:
- C. v. minor
- C. v. vorticale